# آلفا-گلوکوسیداز

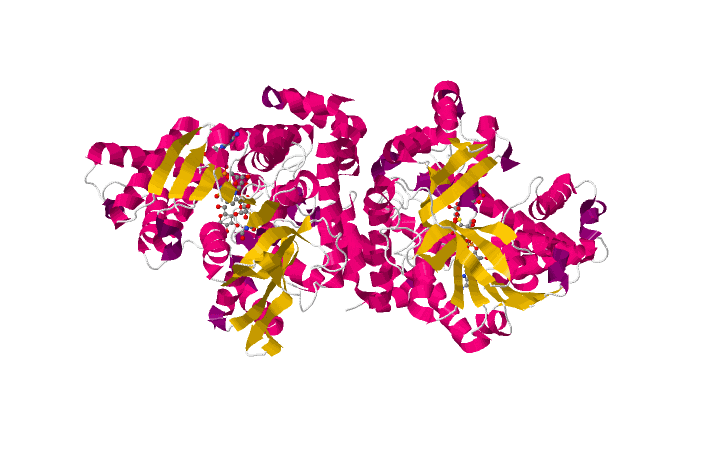
آلفا-گلوکوسیداز در ترکیب با قند مالتوز و NAD+

آلفا-گلوکوسیداز (انگلیسی: Alpha-glucosidase) نوعی آنزیم گلوکوسیداز است که در حاشیهٔ پرزهای روده کوچک واقع شده‌است و بر روی پیوندهای آلفا (۴→۱) عمل می‌کند. (بر خلاف بتا-گلوکوسیدازها که روی پیوند (۶→۱) اثر دارند) و آنزیم هم‌خانوادهٔ آن مالتاز است که قند مالتوز را می‌شکند و از لحاظ عملکرد تشابه زیادی با آن دارد.
سایر گلوکوسیدازها عبارتند از:
- سلولاز
- بتا-گلوکوسیداز
- آنزیم شاخه‌شکن

این آنزیم بر روی کربوهیدرات‌ها اثر کرده و ضمن شکستن و هضم آنها، واحدهای کوچکتر آلفا-گلوگز ایجاد می‌کند.
بیماری‌هایی که به نحوی با این آنزیم در ارتباط هستند عبارتند از:
- بیماری پومپه
- درمان دیابت (داروی آکاربوز و لوتئولین)
- بی‌نطفگی (آزواسپرمی)
- درمان‌های جانبی ضد ویروس هپاتیت و اچ‌آی‌وی